# Crimson Hill
Crimson Hill är en kulle i Antarktis. Den ligger i Sydshetlandsöarna. Argentina, Chile och Storbritannien gör anspråk på området. Toppen på Crimson Hill är 95 meter över havet.
Terrängen runt Crimson Hill är huvudsakligen kuperad, men åt nordväst är den platt. Havet är nära Crimson Hill åt nordväst. Trakten är glest befolkad. Närmaste befolkade plats är Gabriel de Castilla Spanish Antarctic Station, 5,4 kilometer sydväst om Crimson Hill. 